# 帕蘭特斯維爾 (阿拉巴馬州)
帕蘭特斯維爾（英語：Plantersville）是一個位於美國阿拉巴馬州達拉斯縣的非建制地區。該地有1412人居住。

## 地理
帕蘭特斯維爾的座標為32°39′24″N 86°55′28″W / 32.65666°N 86.92444°W，而該地最高點為海拔高度75米（即246英尺）。